# Застава Рома
Ромска застава или застава Рома (ромс. O stjago le romengo) је међународна застава ромског народа. Одобрили су је представници различитих ромских заједница на првом светском конгресу Рома (СКР), одржаном у Орпингтону 1971. године. Застава се састоји од плаве и зелене позадине, која представља небо и земљу; такође садржи црвену „чакру“ са 16 кракова или котачић у центру. Овај последњи елемент представља путујућу традицију ромског народа и уједно је омаж застави Индије, који је застави додао научник Вир Рађендра Риши. Овај дизајн је био посебно популаран у СФР Југославији, која му је након усвајања доделила службено признање.
Први од неколико претходних изгледа заставе СКР-а је двобојно поље, које су, како се извештава, румунски Роми користили током 1930-их, а поновно је употребљен на међународном нивоу током 1960-их. Верзија са три боје, коју су користили припадници ромског народа који су преживели геноцид, изашла је из употребе због навода да је обележје комунизма. Коначна варијанта дизајнирана 1971. године стекла је на популарности током наредних деценија, посебно се повезујући са групама које промовишу транснационално јединство народа и боре се против погрдног именовања „Цигани“. Заставу су промовисали глумац Јул Бринер и виолиниста Јехуди Менухин, а подржао ју је и Флорин Ћоаба, самопроглашени „краљ Рома“.
На Конгресу у Орпингтону нису се усвојиле спецификације за заставу која постоји у разним варијацијама и има многе изведене форме. Неколико земаља и заједница ју је и званично препознало током 2010-их, али њен приказ је такође изазвао контроверзу у различитим деловима Европске уније. Неке варијације су такође постале широко коришћене у ромском политичком симболизму у истом периоду. Међутим, унутар научне заједнице, ромска застава је критикована као еуроцентрична, а њено приказивање као перфурнално решење питања с којима се суочава етничка група коју она представља.

## Порекло
Ранији ромски симболи укључују црвени барјак који су истицале ромске заједнице у Турској, које су биле организоване као еснаф у Османском царству. Од 1955. године, „Застава Цигана” представља ромске ходочаснике на путу ка светилишту Госпе Лурдске. Описана је као комета са шеснаест зрака на пољу звездасто плаве боје с ликом Христа и Богородице. Овај предмет је детаљније објашњен као „велика застава ноћи, која носи звезду мудраца."
Према историчару Ијану Хенкоку, тренутна застава потиче од светске ромске заставе коју је крајем 1933. предложио Генерални савез Рома Румуније (ГСРР), на иницијативу Георга А. Лазареану-Лазурице; чакра није била присутна у тој верзији која је била обична двобојка. Академик Илона Климова-Александер напомиње да такав детаљ „није потврђен статутом или било којим другим извором.“ Социолог Жан-Пјер Лиежеоа такође описује ромску заставу ГСРР-а као теоретски концепт, а не као стварни дизајн. Академик Витни Смит сматра да је двобојка постојала, али и да њен творац остаје непознат.
Лазурицина организација имала је још једну, боље прихваћену, заставу, која се користила за представљање ромске заједнице у Румунији. Садржао је комбинацију грба Румуније са симболима ромских племена: виолину, наковањ, компас и лопату укрштену са чекићем. ГСРР је такође користио најмање 36 регионалних застава, које су обично током јавних церемонија благосиљали представници румунске православне цркве, којој је припадао и Лазурица. Средином 1930-их, иницијативу за употребу и признавање међународне заставе преузео је нови председник ГСРР, Георге Николеску. Према једном извештају, конгрес Рома у Букурешту 1935. године, којим је председавао Николеску, имао је ромску заставу поред портрета Адолфа Хитлера и Михаја I од Румуније.
Застава је практично нестала из употребе у време Другог светског рата, пошто је много европских ромских заједница десетковано у ромском геноциду, који је и сам део холокауста. У овом периоду се многи Роми скривају или негирају свој идентитет како би побегли од Ајнзацгрупе или депортације. У једном инциденту пријављеном 1941. године у Симферопољу, кримски Роми су развили зелену исламску заставу, надајући се да ће убедити нацисте да су кримски Татари или Турци.
На почетку периода хладног рата, етнички симболизам доживео је препород. Двобојку је у Француској поново искористио Ваида Војевод, који се 24. маја 1959. године крунисао краљем Цигана и створио Међународну ромску унију. Усвојена повеља је тада сугерисала да зелена боја представља „земљиште покривено травом” и „свет без граница”, а да плава боја представља „свемир и слободу”. Од 1961. године, Ваида је предлагао оснивање ромске државе, Романестана, са двобојком као државним амблемом. У том контексту, плава боја је објашњена као представа слободе.
Застава Лазурице и Вајде имала је конкуренцију у зелено-црвено-плавој водоравној тробојци, чије су пруге представљале траву, ватру и небо. До 1962. године постала је веома популарна међу ромским заједницама. Током тог интервала, франкоистичка Шпанија је промовисала овај симболизам као „мање споран” од левичарске симболике фаворизоване од стране локалних Рома. Сумња да је истакнута црвена боја на тробојци представљала комунизам, навела је неке активисте да промовишу зелено-плаву двобојку са црвеним пламеном или точком уместо пруге.
- Evolution of the Romani flag
- Варијација коју је предложио ГСРР око 1933.
- Тробојка (1960-тих)
- Варијација са пламеном (1960-тих)

## Ранија употреба
Варијанта са точком је била основа за дизајн који је СКР признао 1971. Ултимативни дизајн приписује се индијском ромологу, Виру Рађендри Ришију. На том конгресу су усвојене и спецификације, да се точак заснива на чакри Ашока, идентичној оној која се користи на застави Индије. Одлука да се на заставу постави „нешто индијско" била је опште популарна, делом подржавајући Ришијеве теорије, према којима су Роми били „средњовековна каста ратника" слична Раџпутима. Како се извештава, ова варијанта је поразила предлоге других присутних, који су подржали „раније заставе на којима је била представа коња“. Неколико активиста је било узнемирено Ришијевом интервенцијом, осећајући да је чакра страни симбол, и као таква је „наметнута“. Као што је Смит констатовао, застава из 1971. године није детаљно описала спецификације попут дизајна точка. Првобитни дизајн повезан са Конгресом описао је „точак са кочије" који није личио на чакру; дизајни у облику чакре су стога новијег датума.
Према социолошкињи Лидији Балог, ромска застава је задржала индијску симболику, али је и даље била читљива без ње: „Точак се такође може односити на вечни циклус света, или се може тумачити као точак са кочије“. Роми из Бразила фаворизују једно сложено објашњење резултирајућег састава. Према овим изворима, горња плава половина представља небо, као и „слободу и мир", као „основне циганске вредности"; зелена је референца на „природу и стазе које истражују каравани". Црвени точак је „живот, континуитет и традиција, пређени пут и стазе пред нама“, а жбице представљају „ватру, трансформацију и непрестано кретање.“ Према етнологу Јону Думиници, то је „Пут живота", са црвеном као алузијом на „виталност крви". Думиница такође објашњава плаву као асоцијацију на „Небеса-Отац-Бог“ и идеале „слободе и чистоће, неограниченог простора“; будући да зелена боја представља „Мајку Земљу“. Балог такође напомиње да се две пруге могу дешифровати „без икаквог посебног културног предзнања" као небо, имплицитно симбол „слободе и трансценденције", и земља; она на црвено гледа као на референцу на крв, са двоструким значењем: „крв је с једне стране симбол живота, а такође и крв проливена ратовима и разарањем."
Према тврдњи социолошкиње Оане Марку, приказ „вечног кретања" значила је да Роми с поносом прихватају своју номадску традицију, која је претходно виђена као „друштвено опасна". Према Лидији Балог, точак подсећа на древни номадизам, али и учешће Рома у економским миграцијама 21. века широм Европе. Слично томе, Думиница пише о симболима номадског живота као о евоцирању просперитета, јер „без могућности да се перамбулирају, Роми ће постати плен сиромаштва." Активиста Хуан де Диос Рамирез Хередиа објаснио је то као „точак који се бори за слободу, што је карактеристично за нашу културу." Међутим, како би одао почаст континуираној и разноврсној подршци коју је добијао од СФР Југославије, СКР је такође прихватио незваничну варијанту, која је уместо точка садржала црвену звезду.
Југославија је такође прва подржала службену ромску заставу која је призната у конститутивној Социјалистичкој Републици Македонији још 1971. (или 1972). Ово је био врхунац напора Фаика Абдија, македонског Рома. Овај симбол је био посебно важан за Гурбете око Скопља, који су га интегрисали у свадбене церемоније,, а такође је популаризован на омотима албума музичара Жарка Јовановића. До тада се варијанта СКР користила и за сећање на геноцид из 1940-тих, почевши од церемоније која је одржана у концентрационом логору Нацвејлер-Штрутхоф у јуну 1973. У овом комеморативном контексту, међутим, каткад је заставаа била замењена другим симболима: априла 1975, Роми који су преживели холокауст су у Форт Мон Валериену представили никад пре виђени транспарент, на којем је био приказан љубичасти или лила троугао на белој позадини. То је био визуелни знак распознавања у нацистичким концентрационим логорима, а према новинару Жан-Пјеру Келину, одабрао је и дизајнирао ромски политичар, Дани Пето-Мансо, и изнео га у јавност упркос декларативним примедбама чланова Националне жандармерије. Сам Пето-Мансо је заставу назвао "брзо направљеном", не наводећи њеног аутора.
- Variants and derivatives
- Осмокрака верзија точка коју користе Роми у Мађарској
- Варијанта из румунског округа Калараши
- Стара застава из општине Шуто Оризари
- Једна од ромских варијација чешке заставе, аутора Томаша Рафе
- Ромска анархистичка застава